# Vanilla Twilight
Vanilla Twilight is een single uit 2010 van Owl City. Het is de tweede single van het album Ocean Eyes.

## Videoclip
De videoclip voor Vanilla Twilight had een exclusieve première op owlcitymusic.com op 24 maart 2010 en werd geregisseerd door Steve Hoover. In de video kijken verschillende mensen, onder wie Shaquille O'Neal, in een besneeuwd landschap naar de lucht, die allerlei kleuren vertoont.

## Hitnotering
| "Vanilla Twilight" in de Nederlandse Top 40 - binnen 17-04-2010 | "Vanilla Twilight" in de Nederlandse Top 40 - binnen 17-04-2010 | "Vanilla Twilight" in de Nederlandse Top 40 - binnen 17-04-2010 | "Vanilla Twilight" in de Nederlandse Top 40 - binnen 17-04-2010 | "Vanilla Twilight" in de Nederlandse Top 40 - binnen 17-04-2010 | "Vanilla Twilight" in de Nederlandse Top 40 - binnen 17-04-2010 | "Vanilla Twilight" in de Nederlandse Top 40 - binnen 17-04-2010 | "Vanilla Twilight" in de Nederlandse Top 40 - binnen 17-04-2010 | "Vanilla Twilight" in de Nederlandse Top 40 - binnen 17-04-2010 |
| Week                                                            | 1                                                               | 2                                                               | 3                                                               | 4                                                               | 5                                                               | 6                                                               | 7                                                               |                                                                 |
| --------------------------------------------------------------- | --------------------------------------------------------------- | --------------------------------------------------------------- | --------------------------------------------------------------- | --------------------------------------------------------------- | --------------------------------------------------------------- | --------------------------------------------------------------- | --------------------------------------------------------------- | --------------------------------------------------------------- |
| Nummer                                                          | 36                                                              | 27                                                              | 24                                                              | 20                                                              | 21                                                              | 29                                                              | 40                                                              | uit                                                             |